# Бережнівсько-маївська зрубна культура

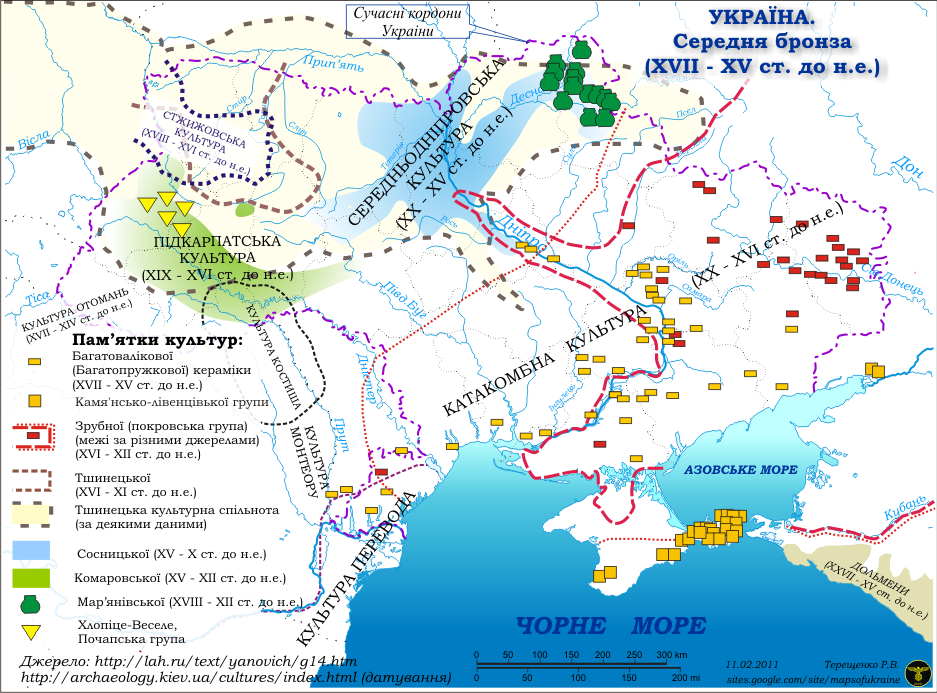

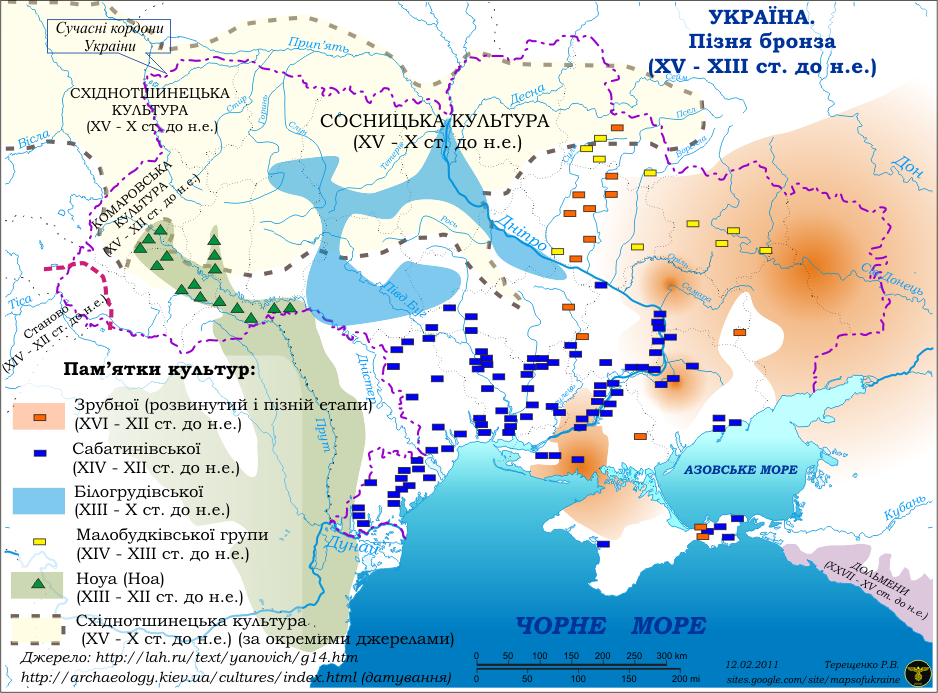

Бережнівсько-маївська зрубна культура (БМЗК) — археологічна культура бронзової доби зрубної культурно-історичної спільності XVII—XII ст. до н. е..
Пам'ятки представлені поселеннями, курганними та ґрунтовими могильниками, копальнями, майстернями, скарбами та поодинокими випадковими знахідками.

## Поширення
Розповсюджена у степовій та лісостеповій смузі від Інгульця до Волги, на півдні до передгір'їв Криму, Кавказу й Копетдагу, акваторій Чорного й Каспійського морів.  На сході межа проходила уздовж східного узбережжя Каспію, басейном річки Емби, середньою та верхньою течією річки Урал. На захід від Волги — по межі лісу і лісостепу до верхів'їв Дону й далі на південний захід вздовж Сули до Дніпра. Західна межа фіксується в степовій зоні України вздовж річки Інгулець. Присутність населення зрубної спільності спорадично фіксується також у Середній Наддніпрянщині (Надросся).

## Дослідження
Епонімними пам'ятками є Маївський могильник поблизу села Верхня Маївка Дніпровського району у Надпоріжжі та Бережнівський курганний могильник у Надволжі. Першовідкривачем зрубної культури є В. О. Городцов, який в 1901—1903 роках у процесі дослідження курганних старожитностей Сіверського Дінця звернув свою увагу на поховання в дерев'яних рамах — зрубах. Саме за конструктивними особливостями поховальної споруди виділена ним культура отримала назву зрубної.
У 1970-х роках І. Ф. Ковальовою був виділений маївський тип пам'яток, а Н. К. Качаловою, — бережнівський. У 1970-х роках М. Я. Мерперт та Є. М. Черних звернули свою увагу на локальні відмінності всередині зрубної культури й ввели поняття «зрубної культурно-історичної спільності», що відбивало її культурну строкатість.
Спільні риси поховального обряду дозволили В. В. Отрощенко об'єднати два типи в окрему бережнісько-маївську культуру у складі зрубної культурно-історичної спільності. Він переосмислив однолінійну концепцію О. О. Кривцової-Гракової із заволзькою прабатьківщиною зрубної культури і наступною міграцією її носіїв на захід, аж до Нижнього Дунаю й Пруту. На підставі аналізу обрядів поховання показано наявність двох культур зрубної спільності — покровської зрубної культури (ПЗК) та бережнівсько-маївської зрубної культури, що склалися на різному генетичному підгрунті, але під впливом єдиного (синташтинського культурного) імпульсу. В. В. Отрощенком визначено дві лінії розвитку культур зрубної спільності, двочленну періодизацію кожної з них, простежені історичні долі носіїв цих культур. Подано кількісні та якісні характеристики культур зрубної спільності на підставі урахування великих масивів поховань. Показано динаміку й головні тенденції розвитку цих культур.
Ю. М. Бровендер виділяє у її середовищі степанівський тип пам'яток

## Походження
Бережнівсько-маївська культура сформувалася на місцевій базі бабинської під впливом синташтинської культури покровської зрубної культури, що сформувалася на сторіччя раніше при посередництві тієї ж синташтинської культури.
Рання та середня фази доби пізньої бронзи у Східній Європі збігаються зі сприятливими кліматичними умовами — здебільшого волога та тепла погода. Спостерігається різкий підйом виробничих форм господарства. Отже, у XVIII—XIII ст. до н. е. спостерігається максимальна щільність заселення усіх регіонів східноєвропейського степу та лісостепу. Народжується зрубна культурно-історична спільність, якій судилося завершити традицію утворення великих етнокультурних об'єднань у Східній Європі за доби бронзи.
Демографічний вибух у середовищі зрубної спільності, пік котрого припадає у лісостепу на XVI—XV ст. до н. е., а у степу на XIV—XIII ст. до н. е., призводить до виснаження природних ресурсів та розпаду зрубної культурно-історичної спільності.
Зміна кліматичних умов на суху та прохолодну погоду спільно з тотальним перенаселенням призвело до катастрофічних наслідків. Різко скорочується чисельність населення, що за археологічними даними фіксується у зменшенні кількості поселень і їх культурній трансформації.
Носії зрубної культурно-історичної спільності узяли безпосередню участь у формуванні білозерської та бондарихинської культури фінального етапу бронзової доби.

## Поселення
Поселення розташовувались в безпосередній близькості від річок та невеликих підвищень.
Житла представлені землянками, напівземлянками та неземними будівлями з кам'яними підмурками стін. Для опалення жител використовували вогнища.

## Могильники
Поховальні пам'ятки представлені курганними та ґрунтовими могильниками. Курганні некрополі розташовуються здебільшого на терасах або узвишшях по берегах річок, рідше — на вододілах. Мають невелику кількість насипів, як правило, з декількома досипками. Практикувалося спорудження довгих курганів. Померлих хоронили здебільшого у підпрямокутних ямах, інколи у кам'яних скринях та зрубах в скорченому стані, на лівому боці, головою на схід. Відомі також і кремації. Ґрунтові могильники бережнівсько-маївської культури розташовуються здебільшого на терасах та на невеличких природних підвищеннях у заплаві — в безпосередній близькості від річок та синхронних їм поселень.
Поховання представлені інгумаціями та кремаціями. Поховання за обрядом інгумації здійснювалися у підпрямокутних ямах та кам'яних скринях. Поховань в зрубах на території ґрунтових могильників не зафіксовано. Кремації репрезентовані похованнями в посудинах-урнах та в невеликих ґрунтових ямках. Як поховальний інвентар слугує посуд, рідше трапляються вироби з металу. Не зафіксовані поховання із зброєю, в похованнях практично немає кістяків і з ознаками насильницької смерті — на думку деяких дослідників це свідчить, що загалоб доба цієї культури була мирною.

## Поховання
Похоронний обряд — поховання в курганах. Могильні ями перекриті плашками або колодами. Померлих клали в скорченому положенні, частіше на лівий бік, з кистями рук перед обличчям. Відомі випадки кремації.

## Вироби
Кераміка представлена слоїками, горбоподібними та гострореберним посудом з геометричним орнаментом у вигляді горизонтальних та похилих ліній, канелюрів, зигзагів, ялинок та інших геометричних візерунків. Інколи на посуді, здебільшого у верхній частині, зустрічається шнуровий орнамент та різноманітні знаки у вигляді хрестів, солярних знаків, прямокутників, схематичних антропоморфних та зооморфних зображень.
Ряд дослідників вбачає у них примітивне піктографічне письмо. Зміст цих знаків досі не розшифрований.
У похованнях також зустрічається й дерев'яний культовий посуд, інколи з бронзовими окуттями.
Знаряддя праці та зброя з каменю представлені різноманітними сокирами та булавами, скреблами, молотами, ножами, ковадлами, рудотертками й абразивами.
Широко розповсюджені вироби з кістки: псалії, шильця, лощила, проколки, голки, спиці, наконечники стріл. Знаряддя з металу репрезентовані сокирами, серпами, теслами та долотами, черенковими ножами з широким ромбічним перехрестям та кинджалами з прилитим руків'ям.
Розповсюджені і прикраси з металу: каблучки, скроневі сережки, підвіски з дроту. Основу господарства становило стійлове та відгінне скотарство, яке доповнювало землеробство. В етнічному плані носії бережнівсько-маївської культури є іраномовною групою індоєвропейської мовної сім'ї. Останнім часом активно ведеться наукова дискусія відносно верхньої хронологічної межі зрубної культурно-історичної спільності. Деякі дослідники подовжують її час існування до IX—VIII ст. до н. е..

## Господарство
Населення займалося скотарством, землеробством, бронзовою металургією. Жило в поселеннях на берегах невеликих річок. Користувалося знаряддями праці та прикрасами з бронзи (ножі, шила, браслети та іншими), глиняним горщикоподібним й гострореберним посудом з геометричним орнаментом, прокресленими малюнками та знаками.
Тип господарства носіїв зрубної культурно-історичної спільності базувався здебільшого на стійловому та відгінному скотарстві, яке у населення бережнівсько-маївської зрубної культури частково доповнювалось рільництвом. У Дніпро-Донецькому міжріччі виявлені поодинокі зерна культурних злаків, що свідчить про наявність заплавного рільництва у господарстві зрубних племен. У передкавказьких та прикаспійських степах та напівпустелях, можливо, практикувалось напівкочове скотарство. Проте, основою господарства осілого зрубного населення епохи пізньої бронзи є стійлове та відгінне скотарство. Пріоритетним було розведення великої рогатої худоби, менший відсоток у стаді складали коні.

## Металургія
Важливу роль у господарстві населення зрубної культурно-історичної спільності займало гірничо-металургійне виробництво, яке базувалось на мідистих пісковиках Приуралля (Каргалинське родовище)) та Донецького кряжу (Бахмутське родовище), використовувались і рудо-прояви Середнього Поволжя.
Базове виробництво виробів з металу здебільшого базувалось у декількох селищах металургів-ливарників — Усово озеро (Подінців'я), Мосолівка (Подоння), Липовий Овраг (Середнє Поволжя), Горний 1 (Приуралля).
Вироби, необхідні для металообробки, представлені сокирами, молотами, молотками, рудотертками, плоскими та жолобчастими теслами та долотами, колодковими ножами з широким ромбічним перехрестям та кинджалами «зрубного» типу.
В пізньозрубний час зрубні ковалі опановують таємницю отримання кричного заліза, з якого кують перші поодинокі вироби, здебільшого невеликих розмірів та слабких за якістю виготовлення.
Зустрічаються прикраси з золота.